# Семёновский сельсовет (Оренбургская область)
Семёновский сельсовет — сельское поселение в Пономарёвском районе Оренбургской области Российской Федерации.
Административный центр — село Семёновка.

## История
9 марта 2005 года в соответствии с законом Оренбургской области № 1909/346-III-ОЗ образовано сельское поселение Семёновский сельсовет, установлены границы муниципального образования.

## Население
| 2010 | 2012 | 2013 | 2014 | 2015 | 2016 | 2017 |
| ---- | ---- | ---- | ---- | ---- | ---- | ---- |
| 374  | ↘372 | ↘362 | ↘347 | ↘343 | ↘327 | ↗329 |
| 2018 | 2019 | 2020 | 2021 |      |      |      |
| ↗335 | ↘323 | ↘303 | ↘296 |      |      |      |

## Состав сельского поселения
| № | Населённый пункт | Тип населённого пункта       | Население |
| - | ---------------- | ---------------------------- | --------- |
| 1 | Семёновка        | село, административный центр | ↘296      |